# Aston Martin AMR21
Chronologie des modèles (2021)
Aston Martin DBR5
Racing Point RP20 Aston Martin AMR22
L'Aston Martin AMR21 est la monoplace de Formule 1 engagée par l'écurie britannique Aston Martin F1 Team dans le cadre de la saison 2021 du championnat du monde de Formule 1. 
Première monoplace du constructeur britannique depuis l'Aston Martin DBR5 en 1960, l'AMR21 est une évolution de la Racing Point RP20 de la saison précédente. Elle est pilotée par l'Allemand Sebastian Vettel, en provenance de Ferrari et par le Canadien Lance Stroll, déjà présent au sein de l'écurie Racing Point.

## Résultats en championnat du monde de Formule 1
| Saison | Écurie                         | Moteur                            | Pneus   | Pilotes          | Courses | Courses | Courses | Courses | Courses | Courses | Courses | Courses | Courses | Courses | Courses | Courses | Courses | Courses | Courses | Courses | Courses | Courses | Courses | Courses | Courses | Courses | Points inscrits | Classement |
| Saison | Écurie                         | Moteur                            | Pneus   | Pilotes          | 1       | 2       | 3       | 4       | 5       | 6       | 7       | 8       | 9       | 10      | 11      | 12      | 13      | 14      | 15      | 16      | 17      | 18      | 19      | 20      | 21      | 22      | Points inscrits | Classement |
| ------ | ------------------------------ | --------------------------------- | ------- | ---------------- | ------- | ------- | ------- | ------- | ------- | ------- | ------- | ------- | ------- | ------- | ------- | ------- | ------- | ------- | ------- | ------- | ------- | ------- | ------- | ------- | ------- | ------- | --------------- | ---------- |
| 2021   | Aston Martin Cognizant F1 Team | Mercedes-AMG F1 M12 E Performance | Pirelli |                  | BAH     | EMI     | POR     | ESP     | MON     | AZE     | FRA     | STY     | AUT     | GBR     | HON     | BEL     | P-B     | ITA     | RUS     | TUR     | USA     | MEX     | BRE     | QAT     | SAU     | ABU     | 77              | 7e         |
| 2021   | Aston Martin Cognizant F1 Team | Mercedes-AMG F1 M12 E Performance | Pirelli | Sebastian Vettel | 15e     | 15e*    | 13e     | 13e     | 5e      | 2e      | 9e      | 12e     | 17e*    | Abd.    | Dsq.    | 5e      | 13e     | 12e     | 12e     | 18e     | 10e     | 7e      | 11e     | 10e     | Abd.    | 11e     | 77              | 7e         |
| 2021   | Aston Martin Cognizant F1 Team | Mercedes-AMG F1 M12 E Performance | Pirelli | Lance Stroll     | 10e     | 8e      | 14e     | 11e     | 8e      | Abd.    | 10e     | 8e      | 13e     | 8e      | Abd.    | 20e     | 12e     | 7e      | 11e     | 9e      | 12e     | 14e     | Abd.    | 6e      | 11e     | 13e     | 77              | 7e         |

Légende : ici 
- *Le pilote n'a pas terminé la course mais est classé pour avoir parcouru 90% de la distance prévue